# Herzogtum Bernstadt
Das Herzogtum Bernstadt (tschechisch Bernštatské knížectví ) entstand durch Ausgliederung aus dem Herzogtum Oels. Es wurde zunächst von den Schlesischen Piasten regiert. Nach dem Erlöschen dieses Familienzweigs 1492 gelangte es 1495 gemeinsam mit dem Herzogtum Oels an die Herzöge von Münsterberg, die dem böhmischen Adelsgeschlecht Podiebrad entstammten. Durch Heirat fiel es 1647 an die Herzöge von Württemberg. Residenzort war die gleichnamige Stadt Bernstadt (heute Bierutów in der Woiwodschaft Niederschlesien in Polen).

## Geschichte
Das Gebiet des Herzogtums Bernstadt gehörte zunächst zum Herzogtum Oels, das seit 1329 ein Lehen der Krone Böhmen war. 1412 wurde es für Herzog Konrad IV., den späteren Bischof von Breslau, ausgegliedert. Nach dem Aussterben des Oelser Familienzweigs der Schlesischen Piasten 1492 fiel es als erledigtes Lehen an die Krone Böhmen. 1495 vergab es der böhmische König Vladislav II. zusammen mit Oels an Heinrich d. Ä. von Münsterberg, einen Sohn des böhmischen Königs Georg von Podiebrad. Wegen Geldmangel verpachteten dessen Söhne Bernstadt 1511 auf vier Jahre dem Rat der Stadt Breslau, anschließend erhoben sie es zur Residenzstadt. 

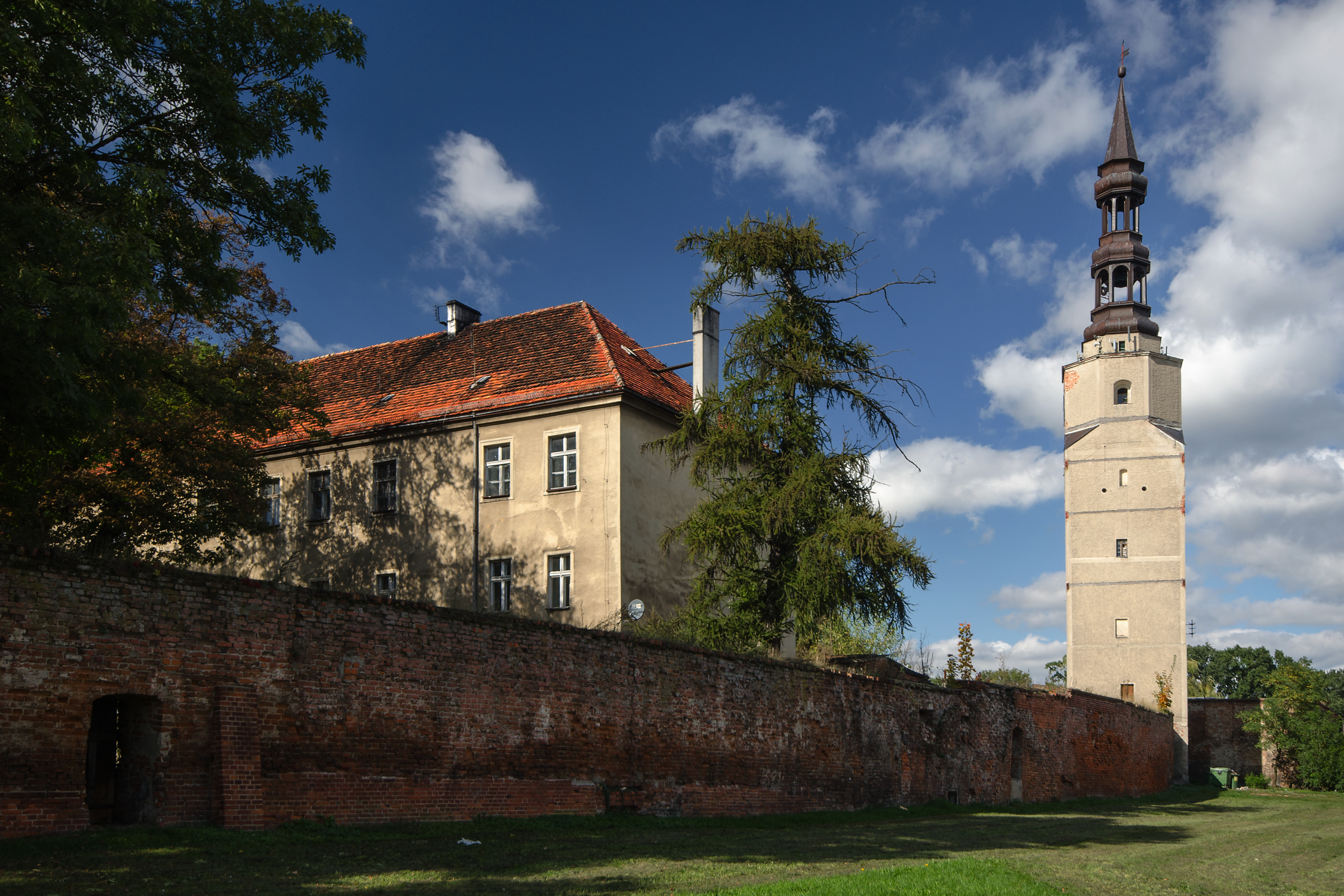
Reste des Residenzschloss in Bernstadt

Ab 1542 residierte in Bernstadt Herzog Heinrich II. Er war ein Anhänger der Reformation, die er auch in Bernstadt einführte. Das Bernstadter Schloss wurde während seiner Regentschaft umgebaut und um den Südflügel erweitert. Sein gleichnamiger Sohn Heinrich III. verkaufte Bernstadt mitsamt dem Schloss und einigen Dörfern 1574 der Familie von Schindel. Von ihr erwarb es 1604 Heinrichs III. Bruder, der schlesische Landeshauptmann Karl II. zurück. Als Herzog von Bernstadt folgte ihm 1617 sein Sohn Heinrich Wenzel, der 1639 von seinem Bruder Karl Friedrich beerbt wurde. Mit ihm starb der Oelser Podiebrad-Zweig 1647 aus. Da seine einzige Tochter Elisabeth Maria mit Silvius Nimrod verheiratet war, gelangte Bernstadt zusammen mit Oels an das Haus Württemberg. Unter seinen Söhnen wurde das Gebiet 1673 in drei Teile aufgeteilt. Das Teilgebiet Bernstadt fiel an Herzog Christian Ulrich I., der den Wiederaufbau der Stadt nach einem Brand von 1659 veranlasste und das Schloss um ein drittes Stockwerk erhöhte. 1697 übernahm er auch das Teilgebiet Oels. Dessen Sohn Karl von Juliusburg, der 1745 kinderlos starb, war der letzte Herzog von Bernstadt. 
Bereits 1742 war das Gebiet, wie der größte Teil Schlesiens, nach dem Ersten Schlesischen Krieg an Preußen gefallen.